# RGS14
RGS14 (англ. Regulator of G protein signaling 14) – білок, який кодується однойменним геном, розташованим у людей на короткому плечі 5-ї хромосоми. Довжина поліпептидного ланцюга білка становить 566 амінокислот, а молекулярна маса — 61 447.
| 10         |  | 20         |  | 30         |  | 40         |  | 50         |
| ---------- |  | ---------- |  | ---------- |  | ---------- |  | ---------- |
| MPGKPKHLGV |  | PNGRMVLAVS |  | DGELSSTTGP |  | QGQGEGRGSS |  | LSIHSLPSGP |
| SSPFPTEEQP |  | VASWALSFER |  | LLQDPLGLAY |  | FTEFLKKEFS |  | AENVTFWKAC |
| ERFQQIPASD |  | TQQLAQEARN |  | IYQEFLSSQA |  | LSPVNIDRQA |  | WLGEEVLAEP |
| RPDMFRAQQL |  | QIFNLMKFDS |  | YARFVKSPLY |  | RECLLAEAEG |  | RPLREPGSSR |
| LGSPDATRKK |  | PKLKPGKSLP |  | LGVEELGQLP |  | PVEGPGGRPL |  | RKSFRRELGG |
| TANAALRRES |  | QGSLNSSASL |  | DLGFLAFVSS |  | KSESHRKSLG |  | STEGESESRP |
| GKYCCVYLPD |  | GTASLALARP |  | GLTIRDMLAG |  | ICEKRGLSLP |  | DIKVYLVGNE |
| QALVLDQDCT |  | VLADQEVRLE |  | NRITFELELT |  | ALERVVRISA |  | KPTKRLQEAL |
| QPILEKHGLS |  | PLEVVLHRPG |  | EKQPLDLGKL |  | VSSVAAQRLV |  | LDTLPGVKIS |
| KARDKSPCRS |  | QGCPPRTQDK |  | ATHPPPASPS |  | SLVKVPSSAT |  | GKRQTCDIEG |
| LVELLNRVQS |  | SGAHDQRGLL |  | RKEDLVLPEF |  | LQLPAQGPSS |  | EETPPQTKSA |
| AQPIGGSLNS |  | TTDSAL     |  |            |  |            |  |            |

A: Аланін

C: Цистеїн

D: Аспарагінова кислота

E: Глутамінова кислота

F: Фенілаланін

G: Гліцин

H: Гістидин

I: Ізолейцин

K: Лізин

L: Лейцин

M: Метіонін

N: Аспарагін

P: Пролін

Q: Глутамін

R: Аргінін

S: Серин

T: Треонін

V: Валін

W: Триптофан

Кодований геном білок за функціями належить до активаторів гтфаз, фосфопротеїнів, інгібіторів передачі внутрішньоклітинних сигналів. 
Задіяний у таких біологічних процесах, як клітинний цикл, поділ клітини, альтернативний сплайсинг. 
Локалізований у клітинній мембрані, цитоплазмі, цитоскелеті, ядрі, мембрані, клітинних контактах, клітинних відростках, синапсах.